# Chiesa di Sant'Orsola della Pietà
La chiesa di Sant'Orsola della Pietà, anche nota con il nome di oratorio della Pietà de' Fiorentini e oratorio della Pietà, era una chiesa parrocchiale (e in seguito un oratorio) che sorgeva dove oggi si trova l'estremità occidentale del corso Vittorio Emanuele II, nel rione Ponte, non lontano dal ponte Vittorio Emanuele II. Era dedicata a sant'Orsola.

## Storia
Questa chiesa è menzionata nell'opera Mirabilia Urbis Romae, una guida per i pellegrini del 1184, nella quale viene detto che si trattava del "secretarium di Nerone", un'identificazione del tutto fantasiosa. Degli scavi nella zona portarono alla luce quella che si ritiene fosse la "scuola dei quindecenviri dei fatti sacri" (in latino Schola quindecimvirum sacris faciundis), che erano degli ufficiali dell'antica religione romana che si occupavano dei giochi secolari (in latino Ludi Saeculares). Nella bolla emessa dal papa Urbano III nel 1186, più o meno negli stessi anni della guida, viene chiamata Sancto Urso in Ponte, a causa della vicinanza con il ponte Sant'Angelo. A quell'epoca la chiesa era già una chiesa parrocchiale che dipendeva da tempo dalla basilica di San Lorenzo in Damaso. La chiesa venne menzionata anche nel catalogo di Cencio Camerario, una lista compilata da Cencio Savelli nel 1192, con il nome di Sco. Urso.

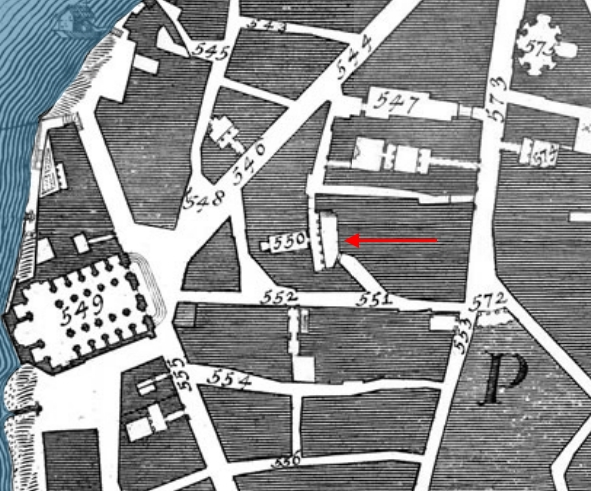
La chiesa (indicata dalla freccia) nella mappa di Roma di Giovanni Battista Nolli (1748)

In seguito, venne citata nel catalogo di Torino (del 1320 circa), nel quale viene detto che vi risiedevano "tre monaci neri", forse dei benedettini o dei frati serviti. Nel secolo quindicesimo, il nome della chiesa venne cambiato in Santa Ursula, forse perché "sant'Orso" era poco noto e questo tipo di confusione era abbastanza comune all'epoca. Probabilmente questo sant'Orso era il missionario irlandese che fu il vescovo di Aosta nel sesto secolo, anche se un altro sant'Orso fu un vescovo di Ravenna alla fine del quarto secolo.
Secondo Mariano Armellini, nel 1444 il papa Gregorio IV la emancipò dalla chiesa di Santo Stefano del Ponte. Un catalogo del 1492 indicò la chiesa come Sancti Ursi alias Ursulae e, nel 1555, ormai veniva chiamata solo ecclesia Sanctae Ursulae. Il papa Clemente VII Medici la cedette all'arciconfraternita della Pietà, un'arciconfraternita fondata nel 1448 dai mercanti fiorentini per trattare i malati di peste, che iniziò ad adoperare la chiesa come oratorio. La confraternita, che in precedenza si era insediata nelle chiese di Santa Lucia Vecchia ad Flumen, San Salvatore in Lauro e San Pantaleo Affine, fece fare dei lavori di ristrutturazione e trasformò la chiesa in un oratorio, nel quale, tra gli altri, pregò san Filippo Neri.
Ciononostante, la chiesa venne demolita quando venne costruito il corso Vittorio Emanuele II tra il 1886 e il 1888.

## Descrizione

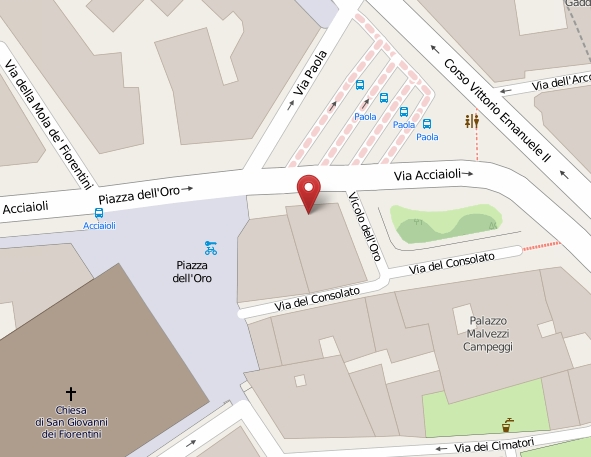
Il punto dove sorgeva la chiesa in una mappa del 2016

Prima della costruzione delle nuove strade, la chiesa si trovava nascosta tra i vicoletti situati tra la strada che oggi porta il nome di via Paola e il vicolo dell'Oro, che andava a est a partire dalla basilica di San Giovanni dei Fiorentini. La via migliore per arrivarci era la prima, accanto al palazzo Niccolini, che andava da sud e si allargava fino a sfociare in un'area rettangolare che andava da nord a sud. Un'arcata, nella stessa direzione, divideva quest'area in due cortili, e l'entrata della chiesa si trovava al centro del lato ovest del cortile occidentale. Attualmente, lo spazio occupato dall'antica chiesa è occupato da un grande edificio arancione situato in via Acciaioli, un po' a ovest del capolinea di vari autobus.
La pianta era rettangolare con una piccola abside quadrata. Le pareti interne non presentavano paraste e, a quanto pare, non erano presenti cappelle, né altari laterali. Nonostante l'architettura semplice, l'interno era decorato riccamente. C'erano degli affreschi di Girolamo Siciolante da Sermoneta sulle pareti, sul soffitto Taddeo Zuccari aveva dipinto un ciclo sulla Passione di Cristo e la pala d'altare era sempre di Siciolante. Dei frammenti di questi affreschi si conservano al museo di Roma. Nella chiesa si trovava anche una statuina del giovane san Giovanni il Battista che oggi si può ammirare nella basilica di San Giovanni dei Fiorentini.